# I’m in Touch with Your World
I’m in Touch with Your World (с англ. — «Я на Связи с Твоим Миром») — песня американской рок-группы The Cars, четвёртый трек из альбома The Cars.

## О песне
«I’m in Touch with Your World» содержит множество причудливых звуковых эффектов в исполнении Грега Хоукса. Хоукс сказал: «Это всегда была одна из моих любимых песен, которую я играл вживую». Он продолжил: «Кроме того, я подумал, что людям будет интересно посмотреть её визуально». Строчка «everything is science fiction (с англ. — «всё — научная фантастика»)» была результатом того, что Хоукс неправильно расслышал оригинальную лирику Окасека, «everything you say is fiction (с англ. — «всё, что ты говоришь, вымысел»)»; отсюда и пространственный звуковой эффект после строки. Окасек изменил текст, чтобы подстроиться к эффекту (Примечания к изданию Cars Deluxe Edition, Rhino, 1999).
Помимо того, что песня была выпущена в The Cars, она появилась в качестве би-сайда к дебютному синглу группы «Just What I Needed».

## Приём
«I’m in Touch with Your World» получила неоднозначные отзывы критиков. Критик Rolling Stone Кит Рахлис сказал: «„I’m in Touch with Your World“ и „Moving in Stereo“ — те песни, которые подтверждают дурную славу психоделии». В обзоре The Cars от Billboard 1978 года они отметили «I’m in Touch with Your World» как одну из «лучших отрывков» в альбоме, в то время как Джейми Уэлтон, автор 1001 Albums You Must Hear Before You Die, сказал, что в песне «используются разнообразные звуковые эффекты, которые были бы уместны в мультфильме Looney Tunes». Писатель Pitchfork Райан Шрайбер сказал: «Такие песни, как „I’m in Touch with Your World“ и „Don’t Cha Stop“, мягко говоря, не входят в число лучших песен, созданных рок-музыкой».

## Участники записи
- Рик Окасек — вокал, ритм-гитара
- Бенджамин Орр — бас-гитара, бэк-вокал
- Эллиот Истон — соло-гитара, бэк-вокал
- Дэвид Робинсон — ударные, перкуссия, бэк-вокал
- Грег Хоукс — клавишные, перкуссия, бэк-вокал